# Calliostoma belauense
Calliostoma belauense is een slakkensoort uit de familie van de Calliostomatidae. De wetenschappelijke naam van de soort is voor het eerst geldig gepubliceerd in 1998 door Okutani & Kurata.